# Kamiń (rejon żytomierski)
Kamiń (ukr. Камінь) – wieś na Ukrainie, w obwodzie żytomierskim, w rejonie żytomierskim, w hromadzie Romanów. W 2001 liczyła 854 mieszkańców, spośród których 852 wskazało jako ojczysty język ukraiński, a 2 rosyjski.